# Luis Landeros
Luis Rodrigo Landeros Villablanca (Chillán, Chile, 2 de noviembre de 1974) es un entrenador de fútbol chileno. Actualmente dirige a Deportes Recoleta de la Primera B de Chile.  

## Trayectoria
Luis Landeros es entrenador profesional de fútbol egresado del Instituto Nacional del Fútbol (INAF) con distinción máxima.
Entre los años 2005 y 2010, fue jefe técnico de la Escuela Matriz de Universidad de Chile.
Entre el 2010 y 2011, fue entrenador de las categorías sub-9 y sub-10 de Universidad de Chile.
El año 2011, fue ayudante del cuerpo técnico de Jorge Sampaoli en Universidad de Chile como entrenador del grupo sparring del primer equipo, formando a jugadores como Igor Lichnovsky, Sebastián Martínez, Angelo Henriquez, Christian Bravo, Valber Huerta, entre otros. Los años 2011 y 2013 fue ayudante técnico de Unión Temuco con Cristián Mora y jefe técnico de las series menores, al mismo tiempo tuvo a su cargo dos interinatos en el plantel profesional, vale considerar que Landeros fue el último técnico de Unión Temuco.
Después de la fusión de Unión Temuco con Deportes Temuco en el año 2013,  fue presentado junto a su cuerpo técnico en Deportes Valdivia, al cual renunció en noviembre del 2014.
En enero del año 2015, fue contratado como jefe técnico de las divisiones inferiores de Deportes Temuco y en junio del mismo año fue ascendido al primer equipo, obteniendo el gran logro de haber subido después de 11 años a Primera División como campeón. Tras malos resultados en la primera división, en febrero de 2017 renuncia a la banca albiverde.
En el segundo semestre del 2017 se hace cargo de Iberia, en donde por malos resultados es desvinculado llevando al equipo a segunda división del fútbol chileno. En diciembre de 2017 se hace cargo del cuerpo técnico de Deportes Puerto Montt, club en el cual en la década de 1980 su padre se había desempeñado como defensor central, no obstante es cesado de dicho cargo al final de la primera rueda del torneo de Primera B 2018, a inicios de junio por malos resultados.
En agosto de 2019 es anunciado como nuevo técnico de Santiago Morning, donde renunció en octubre de 2020, tras ir colista en el Torneo de Primera B. En noviembre del mismo año, se anuncia su regreso a Deportes Temuco, esta vez en el cargo de Gerente Técnico. El 10 de junio de 2023, se anuncia  su renuncia al cargo, por motivos personales.
El 6 de septiembre de 2023 es anunciado como nuevo entrenador de Deportes Recoleta de la Primera B.

## Clubes

### Como entrenador
| Club                  | País  | Año       | PJ  | PG | PE | PP | Efectividad |
| --------------------- | ----- | --------- | --- | -- | -- | -- | ----------- |
| Unión Temuco          | Chile | 2013      | 7   | 4  | 1  | 2  | 61.9%       |
| Deportes Valdivia     | Chile | 2013-2014 | 22  | 10 | 3  | 9  | 50%         |
| Deportes Temuco       | Chile | 2015-2017 | 58  | 28 | 10 | 20 | 54.03%      |
| Iberia                | Chile | 2017      | 21  | 9  | 5  | 7  | 50.8%       |
| Deportes Puerto Montt | Chile | 2018      | 17  | 6  | 3  | 8  | 41.17%      |
| Santiago Morning      | Chile | 2019-2020 | 12  | 4  | 5  | 3  | 47.22%      |
| Deportes Recoleta     | Chile | 2023-Act. | 66  | 21 | 18 | 27 | 40.91%      |
| Total                 | Total | Total     | 203 | 82 | 45 | 76 | 47.78%      |

## Palmarés
| Título    | Club            | País  | Año     |
| --------- | --------------- | ----- | ------- |
| Primera B | Deportes Temuco | Chile | 2015-16 |